# Marco Reus
Marco Reus (Dortmund, 31 maggio 1989) è un calciatore tedesco, centrocampista o attaccante dei LA Galaxy.
Considerato tra i migliori centrocampisti della sua generazione, Reus ha trascorso la sua carriera giovanile al Borussia Dortmund, prima di andare al Rot Weiss Ahlen. Si è unito al Borussia Mönchengladbach nel 2009, dove ha avuto la sua stagione di maggior successo nel 2012, quando, facendo 18 gol e 8 assist in Bundesliga, ha aiutato la sua squadra ad assicurarsi un posto nella UEFA Champions League della stagione successiva. Reus è entrato a far parte del Borussia Dortmund al termine di quella stagione, aiutando il club a raggiungere la finale di Champions al suo primo anno in giallonero. Con il Dortmund, Reus ha vinto la DFL-Supercup nel 2013, nel 2014 e nel 2019 e la DFB-Pokal nel 2017 e nel 2021.
In carriera, Reus ha segnato oltre 100 gol con il Borussia Dortmund e, a livello individuale, è stato nominato calciatore tedesco dell'anno nel 2012 e nel 2019, quando militava rispettivamente nel Borussia M'gladbach e nel Borussia Dortmund. Reus è stato nominato nella Squadra dell'Anno della UEFA nel 2013. Nel 2013, è stato classificato come il quarto miglior calciatore in Europa da Bloomberg.
Reus è stato spesso vittima di infortuni, che lo hanno costretto a saltare il Mondiale 2014, vinto proprio dalla Germania, gli Europei del 2016 e 2020 e il Mondiale 2022 riuscendo a disputare solo il Mondiale 2018.

## Biografia
È sposato con la modella tedesca Scarlett Gartmann, con cui ha avuto due figlie.

## Caratteristiche tecniche
Giocatore dotato di un'ottima velocità palla al piede, abbina un'ottima tecnica individuale e visione di gioco ad una grande padronanza nel dribbling e rapidità nei movimenti, che gli consentono di saltare con facilità il diretto avversario nell'uno contro uno. Ricopre principalmente il ruolo di ala sinistra, ma è stato impiegato anche sulla corsia opposta o come trequartista. Abile anche nei calci piazzati, Reus è noto per la sua versatilità, velocità, tecnica e capacità di tiro.

## Carriera

### Club

#### Rot Weiss Ahlen
Inizia la sua carriera nell'Ahlen. Gioca con la squadra under 19 nella stagione 2006-2007. Esordisce il 20 agosto nella prima giornata di campionato contro il Bayer Leverkusen persa 4-2. Il 3 settembre segna le sue prime reti: due gol nella sfida vinta contro l'Essen per 4-2. Il 18 marzo 2007 realizza altri due gol contro il Bonner SC U19 e all'ultima partita di campionato il 10 giugno mette a segno una tripletta nella vittoria per 3-6 fuori casa contro il Wattenschdeid U19. Chiude la stagione Under-19 con 26 partite (5 in coppa) e 12 gol (2 in coppa).
La sua seconda stagione lo vede ancora protagonista con buonissime prestazioni sottolineate da molti gol. Realizza una tripletta il 4 novembre 2007 contro il Bielefeld U19, partita vinta 5-4. La stagione 2007-2008 lo vede esordire con la squadra maggiore nella Fußball-Regionalliga il 20 settembre 2007 contro RW Oberhausen, partita persa per 3-1. Va a segno all'ultima partita vittoriosa per 3-1 contro il Babelsberg 03 il 31 maggio 2008.
Nella seconda stagione in prima squadra ha più spazio. Viene impiegato inizialmente come trequartista e poi per tutta la stagione come ala sinistra. Chiude la sua ultima stagione con 28 partite e 4 gol.

#### Borussia Mönchengladbach
Acquistato dal Borussia Mönchengladbach, esordisce in Bundesliga a 20 anni nella prima partita della stagione il 9 agosto 2009 contro il VfL Bochum finita 3-3. Il primo gol lo realizza nella sfida vinta contro il Mainz il 28 agosto all'84º su azione personale (2-0). Il 30 gennaio 2010 contro il Werder Brema si rende protagonista di una buona gara realizzando un gol e un assist aiutando la squadra a vincere la partita per 4-3. Il 24 aprile segna il gol più importante della sua stagione contro il Bayern Monaco realizzando al 60' la rete del vantaggio, i bavaresi pareggiano poi con la rete di Miroslav Klose (1-1). Conclude la stagione siglando 8 gol.
La stagione 2010-2011 è più prolifica. Segna il primo gol contro il Bayer nella seconda partita di campionato, nell'incontro vinto 6-3. Il 20 novembre realizza la sua prima doppietta nella Bundesliga nella sfida persa in casa contro il Mainz 3-2. Il 20 febbraio 2011, al ritorno da un infortunio muscolare, segna un gol su colpo di testa nella sfida vinta 2-1 contro lo Schalke 04. Realizza la sua seconda doppietta della stagione contro il Colonia il 10 aprile 2011 (5-1). A fine campionato il Borussia dovrà affrontare il Bochum nei play out. Dopo la vittoria per 1-0 all'andata il 19 maggio, nella sfida di ritorno 6 giorni dopo decide grazie ad un suo gol e al pareggio 1-1 la permanenza in Bundesliga del Borussia.
La terza stagione inizia con la vittoria per 1-0 contro Bayern Monaco all'Allianz Arena (7 agosto 2011). Alla terza giornata di Campionato arrivano i primi due gol nella sfida vittoriosa per 4-2 contro il Wolfsburg, si ripete il 29 ottobre realizzando altri due gol contro l'Hannover (partita vinta 2-1 grazie alle sue reti) e ancora una settimana dopo in casa dell'Hertha Berlino va ancora a segno due volte. Il 19 novembre realizza per la prima volta nella sua carriera in Bundesliga una tripletta nella vittoria casalinga 5-0 contro il Werder Brema.

#### Borussia Dortmund

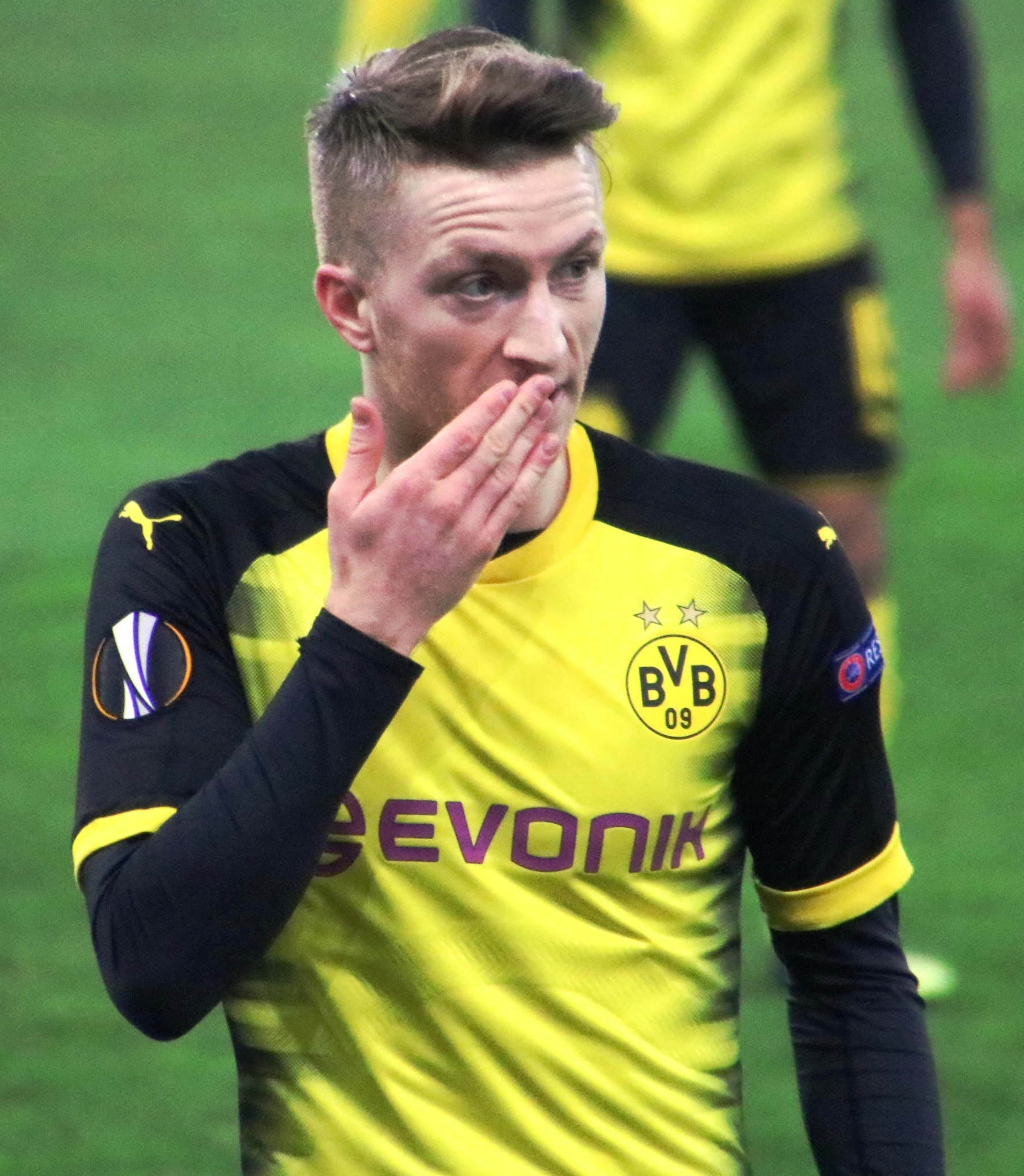
Reus con la maglia del Borussia Dortmund

Nel gennaio 2012 viene acquistato dal Borussia Dortmund ad una cifra pari a 17,5 milioni di euro, ma il suo trasferimento diventa effettivo solo nel mese di giugno, con una clausola rescissoria di circa 35 milioni di euro. Il 18 agosto 2012 esordisce con la maglia giallonera nel match del primo turno di Coppa di Germania, vinto per 3-0 sul campo dell'Oberneuland, in cui è anche andato a segno.
Il 24 agosto 2012 mette a segno la prima rete della stagione 2012-2013 contro il Werder Brema. Si ripete anche il 29 settembre dove segna due gol nel successo contro il Borussia Mönchengladbach, sua ex squadra. Il primo gol in UEFA Champions League lo realizza nella sfida del 3 ottobre 2012 contro il Manchester City, partita terminata 1-1. Il 7 novembre contro il Real Madrid realizza la rete del momentaneo 1-0 al Santiago Bernabéu, partita che poi finirà 2-2. Nella sfida contro l'Ajax il 21 novembre segna la rete dell'1-0, la partita viene vinta dal Borussia per 4-1. L'8 dicembre segna la rete del momentaneo 1-0 contro il Wolfsburg, ma il Borussia perderà 3-2 il match. Il 9 aprile 2013 nella gara di ritorno dei quarti di finale di Champions League, contro il Málaga, realizza nello scadere uno dei tre gol che porteranno il Borussia in semifinale. Nonostante la sua grande prestazione non riesce ad evitare la sconfitta alla sua squadra nella finale di Champions League persa per 1-2 contro il Bayern Monaco.
Inizia la stagione 2013-2014 vincendo la Supercoppa di Germania ai danni del Bayern Monaco (4-2), segnando una doppietta. Il primo gol in campionato arriva alla seconda giornata, nella vittoria per 2-1 contro il E. Braunschweig. La prima doppietta stagionale arriva il 28 settembre 2013, nella partita vinta per 5-0 contro il Friburgo. Il 1º ottobre 2013, nella gara di Champions League contro il Marsiglia (3-0), va in gol con una punizione battuta dalla trequarti. Segna due gol nella partita di ritorno dei quarti di finale di Champions League contro il Real Madrid (2-0), ma non basta alla sua squadra per passare il turno, dopo la sconfitta per 0-3 dell'andata.
Il 5 agosto 2015 Reus va a segno nel 5–0 contro il Wolfsberger, che permette alla squadra tedesca di qualificarsi per la fase a gironi della Europa League 2015-2016. Il 15 agosto inizia la stagione 2015-2016 con un goal e un assist nel 4–0 casalingo contro il Borussia Mönchengladbach.
Nella stagione successiva, dopo la partenza di Mats Hummels, che passa ai rivali del Bayern Monaco, Reus diventa il capitano del Borussia Dortmund. La prima presenza in Bundesliga la trova il 26 novembre dopo aver superato l'infortunio durato 6 mesi nella sconfitta esterna per 2-1 sul campo dell'Eintracht Francoforte. Il 22 novembre 2016 ritorna al gol contro il Legia Varsavia in Champions League nella pazza partita finita 8-4, segnando una doppietta. Dopo l'infortunio torna a giocare ad aprile andando a segno nella gara interna vinta 3-1 contro l'Eintracht Francoforte dopo appena 2 minuti.
Il 4 novembre 2023 raggiunge le 400 presenze complessive con il club, venendo premiato dopo la gara contro il Bayern Monaco (persa 0-4).
Il 3 maggio 2024, Reus ha annunciato la propria decisione di lasciare il Borussia al termine della stagione; nei suoi 12 anni con la squadra, ha vinto due coppe nazionali e tre Supercoppe nazionali per un totale di 428 presenze, 170 gol e 131 assist.

#### LA Galaxy
Il 15 agosto 2024 ha firmato un contratto biennale per il LA Galaxy.

### Nazionale

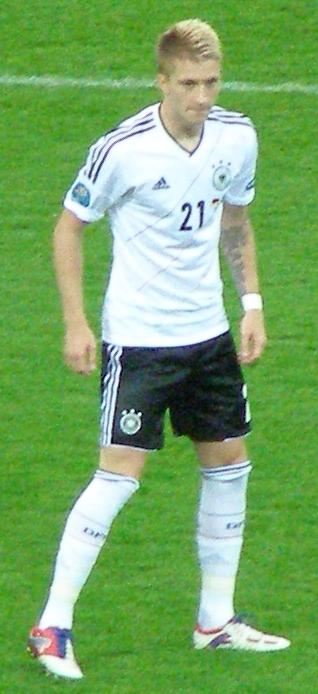
Marco Reus con la maglia della nazionale tedesca ad Euro 2012

Dopo solo due apparizioni compiute nel 2009 con la nazionale Under-21 di calcio della Germania, passa nel 2010 nella nazionale maggiore. Il 13 maggio 2010 viene convocato per la prima volta contro la nazionale di calcio di Malta, mentre il debutto ufficiale avviene successivamente nel match contro la Turchia il 7 ottobre 2011. È stato convocato per l'Europeo del 2012 in Ucraina-Polonia e ha segnato il suo primo gol nella partita valida per i quarti di finale contro la Grecia il 22 giugno con una splendida conclusione al volo sotto l'incrocio dei pali. Il 12 ottobre 2012 realizza a Dublino la sua prima doppietta in nazionale contro l'Irlanda, in una partita vinta 6-1.
È tra i ventitré convocati per il Mondiale 2014 in Brasile, ma un infortunio alla caviglia sinistra, patito nell'amichevole Germania-Armenia (6-1) del 6 giugno, lo costringe a saltare la kermesse, dove poi la nazionale tedesca diventa campione del mondo. Sempre per infortunio è costretto a saltare anche gli Europei 2016 in Francia.
Viene convocato per i Mondiali 2018 in Russia dove va a segno nella seconda partita del girone (vinta 2-1) contro la Svezia. Ciononostante i tedeschi escono al primo turno a seguito della sconfitta per 2-0 contro la Corea del Sud.
Nel 2021 invece ha rinunciato alla convocazione agli europei per motivi fisici. Un infortunio a una caviglia gli fa saltare pure i Mondiali del 2022.

## Fuori dal campo

### Questioni legali
Nel dicembre 2014, Reus è stato multato di €540,000 per aver guidato senza una patente di guida valida, cosa che costituisce un reato in Germania. La multa era basata sul suo stipendio mensile di €180,000 all'epoca. Guidava da anni con una falsa patente olandese, reato a sé stante, ed è stato multato per eccesso di velocità almeno cinque volte dal 2011 senza che le autorità sapessero che non aveva una patente legale. I capi d'accusa per l'uso di una patente falsificata sono stati in seguito abbandonati, causando qualche polemica e sollevando domande da parte dei politici, che si domandavano se il suo status di celebrità fosse stato una ragione per una condanna più mite. Quando fu condannato, Reus disse: "Le ragioni per cui l'ho fatto sono qualcosa che non riesco davvero a capire." Prima della sua condanna, era apparso in spot pubblicitari per auto e benzina. Nel agosto 2016, Reus ha confermato di avere ora una patente di guida.

### Campagne pubblicitarie
È stato scelto, tramite una votazione globale condotta sul sito della EA Sports, per apparire sulla copertina del gioco console FIFA 17.

## Statistiche

### Presenze e reti nei club
Statistiche aggiornate al 31 luglio 2025.
| Stagione                   | Squadra                    | Campionato                 | Campionato | Campionato | Coppe nazionali | Coppe nazionali | Coppe nazionali | Coppe continentali | Coppe continentali | Coppe continentali | Altre coppe | Altre coppe | Altre coppe | Totale | Totale |
| Stagione                   | Squadra                    | Comp                       | Pres       | Reti       | Comp            | Pres            | Reti            | Comp               | Pres               | Reti               | Comp        | Pres        | Reti        | Pres   | Reti   |
| -------------------------- | -------------------------- | -------------------------- | ---------- | ---------- | --------------- | --------------- | --------------- | ------------------ | ------------------ | ------------------ | ----------- | ----------- | ----------- | ------ | ------ |
| 2007-2008                  | Rot Weiss Ahlen            | 3.BL                       | 16         | 1          | -               | -               | -               | -                  | -                  | -                  | -           | -           | -           | 16     | 1      |
| 2008-2009                  | Rot Weiss Ahlen            | 2.BL                       | 27         | 4          | CG              | 1               | 0               | -                  | -                  | -                  | -           | -           | -           | 28     | 4      |
| Totale Rot Weiss Ahlen     | Totale Rot Weiss Ahlen     | Totale Rot Weiss Ahlen     | 43         | 5          |                 | 1               | 0               |                    | -                  | -                  |             | -           | -           | 44     | 5      |
| 2009-2010                  | Borussia M'gladbach        | BL                         | 33         | 8          | CG              | 2               | 0               | -                  | -                  | -                  | -           | -           | -           | 35     | 8      |
| 2010-2011                  | Borussia M'gladbach        | BL                         | 32+2       | 10+1       | CG              | 3               | 1               | -                  | -                  | -                  | -           | -           | -           | 37     | 12     |
| 2011-2012                  | Borussia M'gladbach        | BL                         | 32         | 18         | CG              | 5               | 3               | -                  | -                  | -                  | -           | -           | -           | 37     | 21     |
| Totale Borussia M'gladbach | Totale Borussia M'gladbach | Totale Borussia M'gladbach | 97+2       | 36+1       |                 | 10              | 4               |                    | -                  | -                  |             | -           | -           | 109    | 41     |
| 2012-2013                  | Borussia Dortmund          | BL                         | 32         | 14         | CG              | 3               | 1               | UCL                | 13                 | 4                  | SG          | 1           | 0           | 49     | 19     |
| 2013-2014                  | Borussia Dortmund          | BL                         | 30         | 16         | CG              | 4               | 0               | UCL                | 9                  | 5                  | SG          | 1           | 2           | 44     | 23     |
| 2014-2015                  | Borussia Dortmund          | BL                         | 20         | 7          | CG              | 5               | 1               | UCL                | 4                  | 3                  | SG          | 0           | 0           | 29     | 11     |
| 2015-2016                  | Borussia Dortmund          | BL                         | 26         | 12         | CG              | 4               | 2               | UEL                | 13                 | 9                  | -           | -           | -           | 43     | 23     |
| 2016-2017                  | Borussia Dortmund          | BL                         | 17         | 7          | CG              | 3               | 2               | UCL                | 4                  | 4                  | SG          | 0           | 0           | 24     | 13     |
| 2017-2018                  | Borussia Dortmund          | BL                         | 11         | 7          | CG              | 0               | 0               | UCL+UEL            | 0+4                | 0                  | SG          | 0           | 0           | 15     | 7      |
| 2018-2019                  | Borussia Dortmund          | BL                         | 27         | 17         | GC              | 3               | 3               | UCL                | 6                  | 1                  | -           | -           | -           | 36     | 21     |
| 2019-2020                  | Borussia Dortmund          | BL                         | 19         | 11         | GC              | 2               | 1               | UCL                | 4                  | 0                  | SG          | 1           | 0           | 26     | 12     |
| 2020-2021                  | Borussia Dortmund          | BL                         | 32         | 8          | CG              | 6               | 2               | UCL                | 10                 | 1                  | SG          | 1           | 0           | 49     | 11     |
| 2021-2022                  | Borussia Dortmund          | BL                         | 29         | 9          | CG              | 3               | 0               | UCL+UEL            | 6+2                | 3+0                | SG          | 1           | 1           | 41     | 13     |
| 2022-2023                  | Borussia Dortmund          | BL                         | 25         | 6          | CG              | 3               | 1               | UCL                | 3                  | 1                  | -           | -           | -           | 31     | 8      |
| 2023-2024                  | Borussia Dortmund          | BL                         | 26         | 6          | CG              | 3               | 1               | UCL                | 13                 | 2                  | -           | -           | -           | 42     | 9      |
| Totale Borussia Dortmund   | Totale Borussia Dortmund   | Totale Borussia Dortmund   | 294        | 120        |                 | 39              | 14              |                    | 91                 | 33                 |             | 5           | 3           | 429    | 170    |
| ago.-dic. 2024             | LA Galaxy                  | MLS                        | 6+5        | 1+0        | USOC            | -               | -               | -                  | -                  | -                  | LC          | 0           | 0           | 11     | 1      |
| 2025                       | LA Galaxy                  | MLS                        | 19         | 5          | -               | -               | -               | CCC                | 1                  | 0                  | LC          | 1           | 1           | 21     | 6      |
| Totale LA Galaxy           | Totale LA Galaxy           | Totale LA Galaxy           | 25+5       | 6+0        |                 | -               | -               |                    | 1                  | 0                  |             | 1           | 1           | 32     | 7      |
| Totale carriera            | Totale carriera            | Totale carriera            | 466        | 167        |                 | 50              | 18              |                    | 92                 | 33                 |             | 6           | 4           | 614    | 222    |

### Cronologia presenze e reti in nazionale
| Cronologia completa delle presenze e delle reti in nazionale ― Germania | Cronologia completa delle presenze e delle reti in nazionale ― Germania | Cronologia completa delle presenze e delle reti in nazionale ― Germania | Cronologia completa delle presenze e delle reti in nazionale ― Germania | Cronologia completa delle presenze e delle reti in nazionale ― Germania | Cronologia completa delle presenze e delle reti in nazionale ― Germania | Cronologia completa delle presenze e delle reti in nazionale ― Germania | Cronologia completa delle presenze e delle reti in nazionale ― Germania |
| Data                                                                    | Città                                                                   | In casa                                                                 | Risultato                                                               | Ospiti                                                                  | Competizione                                                            | Reti                                                                    | Note                                                                    |
| ----------------------------------------------------------------------- | ----------------------------------------------------------------------- | ----------------------------------------------------------------------- | ----------------------------------------------------------------------- | ----------------------------------------------------------------------- | ----------------------------------------------------------------------- | ----------------------------------------------------------------------- | ----------------------------------------------------------------------- |
| 7-10-2011                                                               | Istanbul                                                                | Turchia                                                                 | 1 – 3                                                                   | Germania                                                                | Qual. Euro 2012                                                         | -                                                                       | 90’                                                                     |
| 11-10-2011                                                              | Dortmund                                                                | Germania                                                                | 3 – 1                                                                   | Belgio                                                                  | Qual. Euro 2012                                                         | -                                                                       | 71’                                                                     |
| 15-11-2011                                                              | Amburgo                                                                 | Germania                                                                | 3 – 0                                                                   | Paesi Bassi                                                             | Amichevole                                                              | -                                                                       | 82’                                                                     |
| 29-2-2012                                                               | Brema                                                                   | Germania                                                                | 1 – 2                                                                   | Francia                                                                 | Amichevole                                                              | -                                                                       | 70’                                                                     |
| 26-5-2012                                                               | Basilea                                                                 | Svizzera                                                                | 5 – 3                                                                   | Germania                                                                | Amichevole                                                              | 1                                                                       | 46’                                                                     |
| 31-5-2012                                                               | Lipsia                                                                  | Germania                                                                | 2 – 0                                                                   | Israele                                                                 | Amichevole                                                              | -                                                                       | 83’                                                                     |
| 22-6-2012                                                               | Danzica                                                                 | Germania                                                                | 4 – 2                                                                   | Grecia                                                                  | Euro 2012 - Quarti di finale                                            | 1                                                                       | 80’                                                                     |
| 28-6-2012                                                               | Varsavia                                                                | Germania                                                                | 1 – 2                                                                   | Italia                                                                  | Euro 2012 - Semifinale                                                  | -                                                                       | 46’                                                                     |
| 15-8-2012                                                               | Francoforte sul Meno                                                    | Germania                                                                | 1 – 3                                                                   | Argentina                                                               | Amichevole                                                              | -                                                                       |                                                                         |
| 7-9-2012                                                                | Hannover                                                                | Germania                                                                | 3 – 0                                                                   | Fær Øer                                                                 | Qual. Mondiali 2014                                                     | -                                                                       |                                                                         |
| 11-9-2012                                                               | Vienna                                                                  | Austria                                                                 | 1 – 2                                                                   | Germania                                                                | Qual. Mondiali 2014                                                     | 1                                                                       | 46’                                                                     |
| 12-10-2012                                                              | Dublino                                                                 | Irlanda                                                                 | 1 – 6                                                                   | Germania                                                                | Qual. Mondiali 2014                                                     | 2                                                                       | 30’ 66’                                                                 |
| 16-10-2012                                                              | Berlino                                                                 | Germania                                                                | 4 – 4                                                                   | Svezia                                                                  | Qual. Mondiali 2014                                                     | -                                                                       | 83’ 88’                                                                 |
| 14-11-2012                                                              | Amsterdam                                                               | Paesi Bassi                                                             | 0 – 0                                                                   | Germania                                                                | Amichevole                                                              | -                                                                       | 90’                                                                     |
| 26-3-2013                                                               | Norimberga                                                              | Germania                                                                | 4 – 1                                                                   | Kazakistan                                                              | Qual. Mondiali 2014                                                     | 2                                                                       | 90+1’                                                                   |
| 14-8-2013                                                               | Kaiserslautern                                                          | Germania                                                                | 3 – 3                                                                   | Paraguay                                                                | Amichevole                                                              | -                                                                       | 62’                                                                     |
| 6-9-2013                                                                | Monaco di Baviera                                                       | Germania                                                                | 3 – 0                                                                   | Austria                                                                 | Qual. Mondiali 2014                                                     | -                                                                       | 44’ 90’                                                                 |
| 15-11-2013                                                              | Milano                                                                  | Italia                                                                  | 1 – 1                                                                   | Germania                                                                | Amichevole                                                              | -                                                                       | 59’                                                                     |
| 19-11-2013                                                              | Londra                                                                  | Inghilterra                                                             | 0 – 1                                                                   | Germania                                                                | Amichevole                                                              | -                                                                       | 82’                                                                     |
| 1-6-2014                                                                | Mönchengladbach                                                         | Germania                                                                | 2 – 2                                                                   | Camerun                                                                 | Amichevole                                                              | -                                                                       |                                                                         |
| 6-6-2014                                                                | Magonza                                                                 | Germania                                                                | 6 – 1                                                                   | Armenia                                                                 | Amichevole                                                              | -                                                                       | 45’                                                                     |
| 3-9-2014                                                                | Düsseldorf                                                              | Germania                                                                | 2 – 4                                                                   | Argentina                                                               | Amichevole                                                              | -                                                                       |                                                                         |
| 7-9-2014                                                                | Dortmund                                                                | Germania                                                                | 2 – 1                                                                   | Scozia                                                                  | Qual. Euro 2016                                                         | -                                                                       | 90+2’                                                                   |
| 25-3-2015                                                               | Kaiserslautern                                                          | Germania                                                                | 2 – 2                                                                   | Australia                                                               | Amichevole                                                              | 1                                                                       | 73’                                                                     |
| 29-3-2015                                                               | Tbilisi                                                                 | Georgia                                                                 | 0 – 2                                                                   | Germania                                                                | Qual. Euro 2016                                                         | 1                                                                       |                                                                         |
| 8-10-2015                                                               | Dublino                                                                 | Irlanda                                                                 | 1 – 0                                                                   | Germania                                                                | Qual. Euro 2016                                                         | -                                                                       |                                                                         |
| 11-10-2015                                                              | Lipsia                                                                  | Germania                                                                | 2 – 1                                                                   | Georgia                                                                 | Qual. Euro 2016                                                         | -                                                                       | 90’                                                                     |
| 26-3-2016                                                               | Berlino                                                                 | Germania                                                                | 2 – 3                                                                   | Inghilterra                                                             | Amichevole                                                              | -                                                                       | 64’                                                                     |
| 29-3-2016                                                               | Monaco di Baviera                                                       | Germania                                                                | 4 – 1                                                                   | Italia                                                                  | Amichevole                                                              | -                                                                       | 61’                                                                     |
| 2-6-2018                                                                | Klagenfurt                                                              | Austria                                                                 | 2 – 1                                                                   | Germania                                                                | Amichevole                                                              | -                                                                       | 67’                                                                     |
| 8-6-2018                                                                | Leverkusen                                                              | Germania                                                                | 2 – 1                                                                   | Arabia Saudita                                                          | Amichevole                                                              | -                                                                       | 57’                                                                     |
| 17-6-2018                                                               | Mosca                                                                   | Germania                                                                | 0 – 1                                                                   | Messico                                                                 | Mondiali 2018 - 1º turno                                                | -                                                                       | 60’                                                                     |
| 23-6-2018                                                               | Soči                                                                    | Germania                                                                | 2 – 1                                                                   | Svezia                                                                  | Mondiali 2018 - 1º turno                                                | 1                                                                       |                                                                         |
| 27-6-2018                                                               | Kazan'                                                                  | Corea del Sud                                                           | 2 – 0                                                                   | Germania                                                                | Mondiali 2018 - 1º turno                                                | -                                                                       |                                                                         |
| 6-9-2018                                                                | Monaco di Baviera                                                       | Germania                                                                | 0 – 0                                                                   | Francia                                                                 | UEFA Nations League 2018-2019 - 1º turno                                | -                                                                       | 83’                                                                     |
| 9-9-2018                                                                | Sinsheim                                                                | Germania                                                                | 2 – 1                                                                   | Perù                                                                    | Amichevole                                                              | -                                                                       | 46’                                                                     |
| 19-11-2018                                                              | Gelsenkirchen                                                           | Germania                                                                | 2 – 2                                                                   | Paesi Bassi                                                             | UEFA Nations League 2018-2019 - 1º turno                                | -                                                                       | 63’                                                                     |
| 20-3-2019                                                               | Wolfsburg                                                               | Germania                                                                | 1 – 1                                                                   | Serbia                                                                  | Amichevole                                                              | -                                                                       | 46’                                                                     |
| 24-3-2019                                                               | Amsterdam                                                               | Paesi Bassi                                                             | 2 – 3                                                                   | Germania                                                                | Qual. Euro 2020                                                         | -                                                                       | 88’                                                                     |
| 8-6-2019                                                                | Barysaŭ                                                                 | Bielorussia                                                             | 0 – 2                                                                   | Germania                                                                | Qual. Euro 2020                                                         | 1                                                                       | 76’                                                                     |
| 11-6-2019                                                               | Magonza                                                                 | Germania                                                                | 8 – 0                                                                   | Estonia                                                                 | Qual. Euro 2020                                                         | 2                                                                       | 65’                                                                     |
| 6-9-2019                                                                | Amburgo                                                                 | Germania                                                                | 2 – 4                                                                   | Paesi Bassi                                                             | Qual. Euro 2020                                                         | -                                                                       | 61’                                                                     |
| 9-9-2019                                                                | Belfast                                                                 | Irlanda del Nord                                                        | 0 – 2                                                                   | Germania                                                                | Qual. Euro 2020                                                         | -                                                                       | 85’                                                                     |
| 13-10-2019                                                              | Tallinn                                                                 | Estonia                                                                 | 0 – 3                                                                   | Germania                                                                | Qual. Euro 2020                                                         | -                                                                       | 77’                                                                     |
| 2-9-2021                                                                | San Gallo                                                               | Liechtenstein                                                           | 0 – 2                                                                   | Germania                                                                | Qual. Mondiali 2022                                                     | -                                                                       | 60’                                                                     |
| 5-9-2021                                                                | Stoccarda                                                               | Germania                                                                | 6 – 0                                                                   | Armenia                                                                 | Qual. Mondiali 2022                                                     | 1                                                                       | 60’                                                                     |
| 8-10-2021                                                               | Amburgo                                                                 | Germania                                                                | 2 – 1                                                                   | Romania                                                                 | Qual. Mondiali 2022                                                     | -                                                                       | 67’                                                                     |
| 11-11-2021                                                              | Wolfsburg                                                               | Germania                                                                | 9 – 0                                                                   | Liechtenstein                                                           | Qual. Mondiali 2022                                                     | 1                                                                       |                                                                         |
| Totale                                                                  |                                                                         | Presenze                                                                | 48                                                                      |                                                                         | Reti                                                                    | 15                                                                      |                                                                         |

## Palmarès

### Club

#### Competizioni regionali
- Fußball-Regionalliga: 1

Rot Weiss Ahlen: 2007-2008 (girone nord)

#### Competizioni nazionali
- Supercoppa di Germania: 3

Borussia Dortmund: 2013, 2014, 2019
- Coppa di Germania: 2

Borussia Dortmund: 2016-2017, 2020-2021
- Campionato MLS: 1

LA Galaxy: 2024

### Individuale
- Calciatore tedesco dell'anno: 2

2012, 2019
- UEFA Team of the Year: 1

2013
- Squadra della stagione della UEFA Champions League: 1

2013-2014